# Аряпов, Равиль Вельмухаметович
Равиль Вельмухаметович Аряпов (род. 1 февраля 1948, Ставрополь, Куйбышевская область, СССР) — советский футболист, тренер. Нападающий и полузащитник «Крыльев Советов», лучший бомбардир в истории клуба.
Первым тренером был Аркадий Филиппович Тупицын.
Окончил Куйбышевский педагогический институт.
Заслуженный работник физической культуры Самарской области

## Клубная статистика
| Выступление      | Выступление      | Выступление      | Чемпионат страны | Чемпионат страны | Кубки страны | Кубки страны | Прочие | Прочие | Итого | Итого |
| Клуб             | Лига             | Сезон            | Игры             | Голы             | Игры         | Голы         | Игры   | Голы   | Игры  | Голы  |
| ---------------- | ---------------- | ---------------- | ---------------- | ---------------- | ------------ | ------------ | ------ | ------ | ----- | ----- |
| Труд (Тольятти)  | класс «Б»        | 1965             | 15               | 1                | —            | —            | —      | —      | 15    | 1     |
| Труд (Тольятти)  | класс «Б»        | 1966             | 7                | 7                | —            | —            | —      | —      | 7     | 7     |
| Труд (Тольятти)  | Итого            | Итого            | 22               | 8                | —            | —            | —      | —      | 22    | 8     |
| Крылья Советов   | класс «А»        | 1967             | 16               | 3                | —            | —            | —      | —      | 16    | 3     |
| Крылья Советов   | класс «А»        | 1968             | 27               | 4                | —            | —            | —      | —      | 27    | 4     |
| Крылья Советов   | класс «А»        | 1969             | 32               | 5                | 1            | 0            | —      | —      | 33    | 5     |
| Крылья Советов   | первая лига      | 1970             | 42               | 10               | 2            | 0            | —      | —      | 44    | 10    |
| Крылья Советов   | первая лига      | 1971             | 41               | 14               | 2            | 1            | —      | —      | 43    | 15    |
| Крылья Советов   | первая лига      | 1972             | 38               | 7                | 2            | 1            | —      | —      | 40    | 8     |
| Крылья Советов   | первая лига      | 1973             | 31               | 7                | 2            | 0            | —      | —      | 33    | 7     |
| Крылья Советов   | первая лига      | 1974             | 38               | 19               | 4            | 2            | —      | —      | 42    | 21    |
| Крылья Советов   | первая лига      | 1975             | 36               | 25               | 1            | 0            | —      | —      | 37    | 25    |
| Крылья Советов   | высшая лига      | 1976 (в)         | 15               | 6                | 1            | 0            | —      | —      | 16    | 6     |
| Крылья Советов   | высшая лига      | 1976 (о)         | 15               | 3                | —            | —            | —      | —      | 15    | 3     |
| Крылья Советов   | высшая лига      | 1977             | 22               | 2                | 1            | 0            | —      | —      | 23    | 2     |
| Крылья Советов   | первая лига      | 1978             | 8                | 0                | 2            | 0            | —      | —      | 10    | 0     |
| Крылья Советов   | Итого            | Итого            | 361              | 105              | 18           | 4            | —      | —      | 379   | 109   |
| Всего за карьеру | Всего за карьеру | Всего за карьеру | 383              | 114              | 18           | 4            | —      | —      | 401   | 118   |